# Lijst van staatshoofden van Zimbabwe
Hieronder volgt een lijst van staatshoofden van Zimbabwe.

## Beknopte tijdslijn
| 1965 | Eenzijdige onafhankelijkheidsverklaring blanke regering van Zuid-Rhodesië.                |
| 1979 | Zimbabwe-Rhodesië. Coalitieregering blanke minderheid met gematigde nationalisten (UNAC). |
| 1980 | Herstel Britse kolonie (Zimbabwe-)Rhodesië.                                               |
| 1980 | 17 april: Onafhankelijkheid.                                                              |
| 1991 | Republiek Zimbabwe.                                                                       |

## Staatshoofden van Zimbabwe

### Staatshoofden van Zuid-Rhodesië

#### Zuid-Rhodesië (1965-1979)
Rhodesië werd uitsluitend erkend door Zuid-Afrika en Portugal. In deze periode was koningin Elizabeth het staatshoofd en Clifford Dupond vicepremier. Markant detail: de koningin heeft nooit de titel van "Koningin van Rhodesië" erkend.
| Staatshoofd                 | Periode          | Periode      | Rol                       |
| --------------------------- | ---------------- | ------------ | ------------------------- |
| Elizabeth II (1926-2022)    | 1965             | 1970         | Koningin                  |
| Clifford Dupont (1905-1978) | 17 november 1965 | 2 maart 1970 | Chef van de Administratie |

#### Presidenten van Zuid-Rhodesië (1970-1979)
In 1970 werden de banden met het moederland verbroken, en proclameerde het blanke bewind de Republiek Rhodesië. De presidenten waren allen lid van de Rhodesian Front. De premier gedurende de periode 1965 tot 1979 was Ian Smith.
| President                      | Ambtstermijn     | Ambtstermijn     |
| ------------------------------ | ---------------- | ---------------- |
| Clifford Dupont (1905-1978)    | 2 maart 1970     | 31 december 1975 |
| Henry Everard (1x) (1897-1980) | 31 december 1975 | 14 januari 1976  |
| John Wrathall (1913-1978)      | 14 januari 1976  | 31 augustus 1976 |
| Henry Everard (2x) (1897-1980) | 31 augustus 1976 | 1 november 1978  |
| Jack Pithey (1903-?)           | 1 november 1978  | 5 maart 1979     |
| Henry Everard (3x) (1897-1980) | 5 maart 1979     | 1 juni 1979      |

#### Staatshoofden van Rhodesië-Zimbabwe (1979)
Na de onafhankelijkheid van 1970 kwam er een tijdelijk herstel van de koloniale status rond 1979-1980.
| Staatshoofd | Staatshoofd                    | Periode     | Periode          | Rol       |
| ----------- | ------------------------------ | ----------- | ---------------- | --------- |
|             | Elizabeth II (1926-2022)       | 1979        | 1980             | Koningin  |
|             | Josiah Zion Gumede (1919-1989) | 1 juni 1979 | 12 december 1979 | President |
|             | Abel Muzorewa (1925-2010)      | 1 juni 1979 | 11 december 1979 | Premier   |

### Modern Zimbabwe (1980-heden)
Rond 1980 werden er verkiezingen gehouden, Canaan Banana kwam als winnaar uit de verkiezingen.

#### Presidenten van Zimbabwe (1980-heden)
| Nr. | President | President                              | Ambtstermijn                        | Partij        | Partij | Verkiezing |
| --- | --------- | -------------------------------------- | ----------------------------------- | ------------- | ------ | ---------- |
| 1   |           | Canaan Banana (1936-2003)              | 18 april 1980 - 31 december 1987    | ZANU          |        | 1980       |
| 1   | 1986      | Canaan Banana (1936-2003)              | 18 april 1980 - 31 december 1987    | ZANU          |        |            |
| 2   |           | Robert Mugabe (1924-2019)              | 31 december 1987 - 21 november 2017 | ZANU          |        | 1990       |
| 2   | 1996      | Robert Mugabe (1924-2019)              | 31 december 1987 - 21 november 2017 | ZANU          |        |            |
| 2   | 2002      | Robert Mugabe (1924-2019)              | 31 december 1987 - 21 november 2017 | ZANU          |        |            |
| 2   | 2008      | Robert Mugabe (1924-2019)              | 31 december 1987 - 21 november 2017 | ZANU          |        |            |
| 2   | 2013      | Robert Mugabe (1924-2019)              | 31 december 1987 - 21 november 2017 | ZANU          |        |            |
| –   |           | Phelekezela Mphoko (1940) (waarnemend) | 21 november 2017 - 24 november 2017 | Onafhankelijk |        | -          |
| 3   |           | Emmerson Mnangagwa (1942)              | 24 november 2017 - heden            | ZANU          |        | 2018       |
| 3   | 2023      | Emmerson Mnangagwa (1942)              | 24 november 2017 - heden            | ZANU          |        |            |

#### Premiers (1980-1987) (2009-2013)
| Premier | Premier                       | Ambtstermijn                      | Partij | Partij |
| ------- | ----------------------------- | --------------------------------- | ------ | ------ |
|         | Robert Mugabe (1924-2019)     | 18 april 1980 - 31 december 1987  | ZANU   |        |
|         | Morgan Tsvangirai (1952-2018) | 11 april 2009 - 11 september 2013 | MDC    |        |